# Crimes célèbres
Les Crimes célèbres sont une série de romans d'Alexandre Dumas, parus entre 1839 et 1840. Chaque roman prend son origine dans un contexte historique différent, couvrant une période allant de la Renaissance à l'époque contemporaine de Dumas. 
Alexandre Dumas, s'inspirant des conceptions du naturalisme littéraire, entreprend de très nombreuses recherches documentaires très fouillées et menées presque scientifiquement pour pouvoir peindre dans ses romans une réalité la plus complète et précise possible. 
Les Crimes célèbres sont une œuvre de jeunesse d'Alexandre Dumas. L'action est décrite et n'est pas vécue au travers des yeux des personnages en action. Il n'y a pas de dialogue. 
La thèse que défend l'auteur dans l'ensemble de cette œuvre sociétale est que les grands crimes sont rarement le fait des individus en soi, mais le résultat d'injustices antérieures, d'oppressions et d'inégalités. 
Quelques-uns des personnages des Crimes célèbres referont leur apparition par la suite dans des romans comme l'Homme au masque de fer, Urbain Grandier, Martin Guerre ou encore Marie Stuart.

## Liste des romans
Cette série comprend les œuvres suivantes :
- Les Cenci
- La Marquise de Brinvilliers
- Karl Ludwig Sand
- Marie Stuart
- La Marquise de Ganges
- Murat
- Les Borgia
- Urbain Grandier
- Vaninka
- Massacres du Midi
- La Comtesse de Saint-Géran
- Jeanne de Naples
- Nisida (avec Pier Angelo Fiorentino)
- Derues (avec Auguste Arnould)
- Martin Guerre (avec Narcisse Fournier)
- Ali Pacha (avec Félicien Mallefille)
- La Constantin (avec Auguste Arnould)
- L'Homme au masque de fer (avec Auguste Arnould)